# Armand des Prez de La Morlais
 (juillet 2025).
La mise en forme du texte ne suit pas les recommandations de Wikipédia : il faut le « wikifier ».
Les points d'amélioration suivants sont les cas les plus fréquents. Le détail des points à revoir est peut-être précisé sur la page de discussion.
- Les titres sont pré-formatés par le logiciel. Ils ne sont ni en capitales, ni en gras.
- Le texte ne doit pas être écrit en capitales (les noms de famille non plus), ni en gras, ni en italique, ni en « petit »…
- Le gras n'est utilisé que pour surligner le titre de l'article dans l'introduction, une seule fois.
- L'italique est rarement utilisé : mots en langue étrangère, titres d'œuvres, noms de bateaux, etc.
- Les citations ne sont pas en italique mais en corps de texte normal. Elles sont entourées par des guillemets français : « et ».
- Les listes à puces sont à éviter, des paragraphes rédigés étant largement préférés. Les tableaux sont à réserver à la présentation de données structurées (résultats, etc.).
- Les appels de note de bas de page (petits chiffres en exposant, introduits par l'outil «  Source ») sont à placer entre la fin de phrase et le point final[comme ça].
- Les liens internes (vers d'autres articles de Wikipédia) sont à choisir avec parcimonie. Créez des liens vers des articles approfondissant le sujet. Les termes génériques sans rapport avec le sujet sont à éviter, ainsi que les répétitions de liens vers un même terme.
- Les liens externes sont à placer uniquement dans une section « Liens externes », à la fin de l'article. Ces liens sont à choisir avec parcimonie suivant les règles définies. Si un lien sert de source à l'article, son insertion dans le texte est à faire par les notes de bas de page.
- La présentation des références doit suivre les conventions bibliographiques. Il est recommandé d'utiliser les modèles {{Ouvrage}}, {{Chapitre}}, {{Article}}, {{Lien web}} et/ou {{Bibliographie}}. Le mode d'édition visuel peut mettre en forme automatiquement les références.
- Insérer une infobox (cadre d'informations à droite) n'est pas obligatoire pour parachever la mise en page.

Pour une aide détaillée, merci de consulter Aide:Wikification.
Si vous pensez que ces points ont été résolus, vous pouvez retirer ce bandeau et améliorer la mise en forme d'un autre article.
Pour les articles homonymes, voir des Prez et Morlais.
 (août 2024).
Armand des Prez de La Morlais, né le 10 août 1878 à Saint-Léry et mort le 26 août 1963 dans le 5e arrondissement de Paris, est un aviateur français, général de brigade aérienne et résistant.

## Biographie

### Famille

Armand des Prez de la Morlais près de son avion au Maroc, 1913.

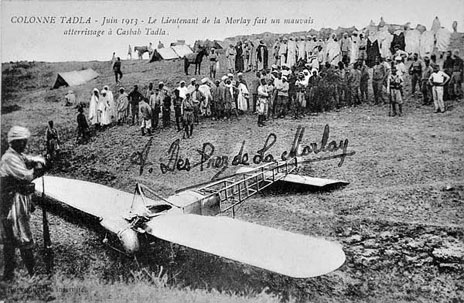
Accident du Blériot no 125 du lieuteant Armand des Prez de la Morlais. Casbah Tadla, 1913.

Né le 10 août 1878 à Saint-Léry, il est le fils de Bertrand Alexandre des Prez de La Morlais et de Marie Juliette Le Blanc de Boiricheux. Il épouse Anne Marie de Coynart,.

### Début de carrière et Première Guerre mondiale
Lieutenant de cavalerie, il est engagé le 16 novembre 1897 au 13e régiment de hussards. Entré à l’école de cavalerie le 1er avril 1906, il est détaché au service de l’aviation militaire le 8 juin 1911, puis affecté au 1er groupe aéronautique.
Affecté au Maroc en 1912, il y commande en tant que lieutenant un petite escadrille d'aviation qui a pour mission de protéger le port de Mogador des tribus rebelles,. Au printemps 1914, il participe aux premiers bombardements par avions exécutés par les Français au Maroc sur les rebelles indigènes,,.
Il rentre en France à la fin de 1914. De 1915 à 1916 il prend le commandement de la nouvelle escadrille SPA 102, qui réalise alors les premiers bombardements stratégiques aériens de l'histoire. Au mois de juin 1916, il est nommé chef du service aéronautique du Maroc où il restera jusqu’au 18 décembre 1917, avant de revenir en France pour prendre la tete d'une escadre aérienne de Breguet XIV.
Nommé général de brigade aérienne en 1933, il est mis à la retraite en 1938.

### Résistant durant la Seconde Guerre Mondiale
Lors de sa retraite, il devient résistant dans les Côtes-d'Armor durant la Seconde Guerre Mondiale.
Arrêté par les Allemands le 2 septembre 1942 pour audition de la radio anglaise et insulte à un délégué de la LVF, il est condamné le 1er octobre 1942 à 15 mois de prison.
En juillet 1944, sous les ordres du colonel Morice, chef des F.F.I du Finistère, il commande une compagnie qu’il a lui-même formée à Guingamp et qui est intégrée au 12e bataillon des F.F.I. Responsable du maquis de La Nouette, à la tête de sa compagnie du 12e bataillon, il prend le commandement d'une partie du front de la Poche de Saint-Nazaire et participe aux combats du maquis de Saint-Marcel.
Il meurt le 26 août 1963 à Paris,.

## Décorations
- Grand officier de la Légion d'honneur par décret du 14 mai 1945[14], remise de la décoration le 28 juin 1945 place de la Concorde, par le général de Gaulle[14],[15]
- Croix de guerre 1914-1918, palme d'argent
- Croix de guerre 1939-1945
- Médaille de la Résistance française avec rosette par décret du 24 avril 1946[16]
- Médaille commémorative de la guerre 1914-1918
- Médaille interalliée de la Victoire
- Médaille coloniale avec agrafe « Maroc »
- Officier de l'ordre du Ouissam alaouite